# Parkville, Maryland
Parkville är en ort i Baltimore County i delstaten Maryland, USA.